# Agromyza parilis
Agromyza parilis este o specie de muște din genul Agromyza, familia Agromyzidae, descrisă de Spencer în anul 1986.
Este endemică în Tennessee. Conform Catalogue of Life specia Agromyza parilis nu are subspecii cunoscute.